# ناحیه صعفان
ناحیهٔ صعفان (به عربی: مدیریة صعفان) یک ناحیه در یمن است که در استان صنعا واقع شده‌است. ناحیهٔ صعفان ۳۳٬۷۲۲ نفر جمعیت دارد.